# Alanizus
Alanizus is een kevergeslacht uit de familie van de boktorren (Cerambycidae). De wetenschappelijke naam van het geslacht werd voor het eerst geldig gepubliceerd in 2003 door Di Iorio.

## Soorten
Alanizus is monotypisch en omvat slechts de volgende soort:
- Alanizus tortuosus Di Iorio, 2003